# Mark Duffy
Mark James Duffy (Liverpool, 7 oktober 1985) is een Engels voormalig voetballer die als middenvelder speelde.

## Carrière
Mark Duffy speelde in de jeugd van Liverpool FC en Wrexham AFC. Hierna speelde hij in het Engelse amateurvoetbal voor Vauxhall Motors FC, Prescot Cables FC en Southport FC. Deze club verhuurde de tweede seizoenshelft van het seizoen 2008/09 aan de profclub Morecambe FC, wat hem daarna definitief overnam. Hier speelde hij tot de winterstop van het seizoen 2010/11. Hierna vertrok hij naar Championshipclub Scunthorpe United FC, waarmee hij naar de League One degradeerde. Na twee seizoenen in de League One keerde hij terug naar de Championship om bij Doncaster Rovers FC te spelen. Hij degradeerde naar de League One, maar bleef in de Championship om bij Birmingham City FC te spelen. Hier kwam hij weinig aan spelen toe, en ook tijdens een verhuurperiode bij Chesterfield FC speelde hij maar driemaal. Tijdens de volgende huurperiode, bij Burton Albion FC, kwam hij weer vaak aan spelen toe. In 2016 vertrok hij naar Sheffield United FC, waarmee hij vanuit de League One naar de Championship promoveerde. Twee seizoenen later promoveerde hij weer met Sheffield, naar de Premier League. Hijzelf ging niet mee naar de Premier League, en werd in het seizoen 2019/20 verhuurd aan Sunderland AFC. Halverwege het seizoen werd deze huurperiode afgebroken en werd Duffy aan ADO Den Haag verhuurd. Hij speelde vijf wedstrijden voor ADO voordat het seizoen 2019/20 vanwege de COVID-19-crisis werd afgebroken. Zijn contract bij Sheffield United werd niet verlengd, en hij vertrok transfervrij naar Fleetwood Town FC. In het seizoen 2021/22 speelde hij voor Tranmere Rovers FC. Medio 2022 ging hij naar Macclesfield FC, waar hij tweemaal op rij promoveerde. Hier was hij actief als speler-assistent-coach. In 20223 stopte hij met voetballen en werd hij hoofdcoach van Macclesfield.

### Statistieken
| Seizoen | Club                 | Land           | Competitie       | Competitie | Competitie | Beker | Beker | Overig* | Overig* | Totaal | Totaal |
| Seizoen | Club                 | Land           | Competitie       | Wed.       | Dlp.       | Wed.  | Dlp.  | Wed.    | Dlp.    | Wed.   | Dlp.   |
| --- | -------------------- | -------------- | ---------------- | ---------- | ---------- | ----- | ----- | ------- | ------- | ------ | ------ |
| 2006/07 | Southport FC         | Engeland       | Conference Nat.  | 17         | 4          | 0     | 0     | 0       | 0       | 17     | 4      |
| 2007/08 | Southport FC         | Engeland       | Conference North | 38         | 5          | 3     | 1     | 9       | 3       | 50     | 9      |
| 2008/09 | Southport FC         | Engeland       | Conference North | 24         | 4          | 1     | 0     | 10      | 2       | 35     | 6      |
| 2008/09 | → Morecambe FC       | Engeland       | League Two       | 9          | 1          | 0     | 0     | 0       | 0       | 9      | 1      |
| 2009/10 | Morecambe FC         | Engeland       | League Two       | 35         | 4          | 2     | 1     | 4       | 1       | 41     | 6      |
| 2010/11 | Morecambe FC         | Engeland       | League Two       | 22         | 0          | 1     | 0     | 3       | 0       | 26     | 0      |
| 2010/11 | Scunthorpe United FC | Engeland       | Championship     | 22         | 1          | 0     | 0     | 0       | 0       | 22     | 1      |
| 2011/12 | Scunthorpe United FC | Engeland       | League One       | 37         | 2          | 2     | 0     | 4       | 0       | 43     | 2      |
| 2012/13 | Scunthorpe United FC | Engeland       | League One       | 43         | 5          | 1     | 0     | 3       | 2       | 47     | 7      |
| 2013/14 | Doncaster Rovers FC  | Engeland       | Championship     | 36         | 2          | 1     | 0     | 2       | 0       | 39     | 2      |
| 2014/15 | Birmingham City FC   | Engeland       | Championship     | 4          | 0          | 1     | 0     | 2       | 1       | 7      | 1      |
| 2014/15 | → Chesterfield FC    | Engeland       | League One       | 3          | 0          | 0     | 0     | 0       | 0       | 3      | 0      |
| 2015/16 | → Burton Albion FC   | Engeland       | League One       | 45         | 8          | 1     | 0     | 1       | 0       | 47     | 8      |
| 2016/17 | Sheffield United FC  | Engeland       | League One       | 39         | 6          | 2     | 0     | 3       | 0       | 44     | 6      |
| 2017/18 | Sheffield United FC  | Engeland       | Championship     | 36         | 3          | 2     | 0     | 1       | 0       | 39     | 3      |
| 2018/19 | Sheffield United FC  | Engeland       | Championship     | 36         | 6          | 1     | 0     | 1       | 0       | 38     | 6      |
| 2019/20 | → Sunderland AFC     | Engeland       | Championship     | 6          | 0          | 0     | 0     | 3       | 0       | 9      | 0      |
| 2019/20 | → ADO Den Haag       | Nederland      | Eredivisie       | 5          | 0          | 0     | 0     | –       | –       | 5      | 0      |
| 2020/21 | Fleetwood Town FC    | Engeland       | League One       | 24         | 0          | 0     | 0     | 7       | 2       | 31     | 2      |
| 2021/22 | Tranmere Rovers FC   | Engeland       | League Two       | 3          | 0          | 0     | 0     | 4       | 0       | 7      | 0      |
| 2021/22 | Macclesfield FC      | Engeland       | NWCL Premier     | 14         | 1          | 0     | 0     | 2       | 0       | 16     | 1      |
| 2022/23 | Macclesfield FC      | Engeland       | NPL Div. 1 W     | 21         | 1          | 2     | 0     | 4       | 0       | 27     | 1      |
| Carrièretotaal | Carrièretotaal       | Carrièretotaal | Carrièretotaal   | 519        | 53         | 20    | 2     | 63      | 11      | 602    | 66     |
| *Bevat wedstrijden uit play-offs, EFL Cup, Conference League Cup, FA Trophy, Lancashire FA Challenge Trophy, Liverpool Senior Cup en FL Trophy |                      |                |                  |            |            |       |       |         |         |        |        |
| Bijgewerkt op 26 januari 2024 |                      |                |                  |            |            |       |       |         |         |        |        |